# Metridioidea
Metridioidea Carlgren, 1893 è una superfamiglia di celenterati antozoi dell'ordine Actiniaria.

## Tassonomia
La superfamiglia comprende le seguenti famiglie:
- Acontiophoridae Carlgren, 1938
- Acricoactinidae Larson, 2016
- Actinoscyphiidae Stephenson, 1920
- Aiptasiidae Carlgren, 1924
- Aiptasiomorphidae Carlgren, 1949
- Aliciidae Duerden, 1895
- Amphianthidae Hertwig, 1882
- Andvakiidae Danielssen, 1890
- Antipodactinidae Rodríguez, López-González & Daly, 2009
- Bathyphelliidae Carlgren, 1932
- Boloceroididae
- Diadumenidae Stephenson, 1920
- Gonactiniidae Carlgren, 1893
- Halcampidae Andres, 1883
- Haliactinidae Carlgren, 1949
- Hormathiidae Carlgren, 1932
- Isanthidae Carlgren, 1938
- Kadosactinidae Riemann-Zürneck, 1991
- Metridiidae Carlgren, 1893
- Nemanthidae Carlgren, 1940
- Nevadneidae Carlgren, 1925
- Octineonidae Fowler, 1894
- Ostiactinidae Rodriguez, Barbeitos, Gusmao & Haussermann, 2012
- Phelliidae Verrill, 1868
- Sagartiidae Gosse, 1858
- Sagartiomorphidae Carlgren, 1934
- Spongiactinidae Sanamyan N., Sanamyan K. & Tabachnick, 2012